# A magyar labdarúgó-válogatott 2019. június 11-i mérkőzése
A magyar labdarúgó-válogatott negyedik Európa-bajnoki selejtezője Wales ellen, 2019. június 11-én. Ez volt a magyar labdarúgó-válogatott 937. mérkőzése. A mérkőzést a magyarok nyerték 1–0-ra Pátkai Máté 80. percben lőtt góljával.

## Helyszín
A találkozót Budapesten, a Groupama Arénában rendezték.

## Keretek
megjegyzés: A táblázatokban szereplő adatok a mérkőzés előtti állapotnak megfelelőek.
| Magyarország                     | Magyarország        | Magyarország                    | Magyarország | Magyarország | Magyarország         | Magyarország                        |
| Poszt                            | Név                 | Születési idő és életkor        | Vál.         | Gól          | Klub                 | Utolsó válogatottság                |
| -------------------------------- | ------------------- | ------------------------------- | ------------ | ------------ | -------------------- | ----------------------------------- |
| K                                | Gulácsi Péter       | 1990. május 6. (29 évesen)      | 26           | 0            | RB Leipzig           | 2019. 06. 8-án Azerbajdzsán ellen.  |
| K                                | Dibusz Dénes        | 1990. november 16. (28 évesen)  | 7            | 0            | Ferencváros          | 2018. 11. 15-én Észtország ellen.   |
| K                                | Gróf Dávid          | 1989. április 17. (30 évesen)   | 0            | 0            | Ferencváros          | –                                   |
| K                                | Kovácsik Ádám       | 1991. április 4. (28 évesen)    | 1            | 0            | MOL Vidi             | 2017. 11. 9-én Luxemburg ellen.     |
| V                                | Lovrencsics Gergő   | 1988. szeptember 1. (30 évesen) | 31           | 1            | Ferencváros          | 2019. 06. 8-án Azerbajdzsán ellen.  |
| V                                | Baráth Botond       | 1992. április 21. (27 évesen)   | 5            | 0            | Sporting Kansas City | 2019. 06. 8-án Azerbajdzsán ellen.  |
| V                                | Willi Orbán         | 1992. november 3. (26 évesen)   | 7            | 3            | RB Leipzig           | 2019. 06. 8-án Azerbajdzsán ellen.  |
| V                                | Bese Barnabás       | 1994. május 6. (25 évesen)      | 16           | 0            | Le Havre             | 2019. 03. 24-én Horvátország ellen. |
| V                                | Korhut Mihály       | 1988. január 18. (31 évesen)    | 17           | 0            | Árisz Theszaloníkisz | 2019. 06. 8-án Azerbajdzsán ellen.  |
| V                                | Paulo Vinícius      | 1990. február 21. (29 évesen)   | 7            | 0            | MOL Vidi             | 2018. 11. 18-án Finnország ellen.   |
| V                                | Ferenczi János      | 1991. április 3. (28 évesen)    | 0            | 0            | Debrecen             | –                                   |
| V                                | Pávkovics Bence     | 1997. március 27. (22 évesen)   | 0            | 0            | MOL Vidi             | –                                   |
| KP                               | Dzsudzsák Balázs    | 1986. december 23. (32 évesen)  | 101          | 21           | al-Ittihad           | 2019. 06. 8-án Azerbajdzsán ellen.  |
| KP                               | Nagy Ádám           | 1995. június 17. (23 évesen)    | 32           | 1            | Bologna              | 2019. 06. 8-án Azerbajdzsán ellen.  |
| KP                               | Szoboszlai Dominik  | 2000. október 25. (18 évesen)   | 3            | 0            | RB Salzburg          | 2019. 06. 8-án Azerbajdzsán ellen.  |
| KP                               | Pátkai Máté         | 1988. március 6. (31 évesen)    | 20           | 1            | MOL Vidi             | 2019. 06. 8-án Azerbajdzsán ellen.  |
| KP                               | Nagy Dominik        | 1995. május 8. (24 évesen)      | 7            | 1            | Legia Warszawa       | 2019. 06. 8-án Azerbajdzsán ellen.  |
| KP                               | Kalmár Zsolt        | 1995. június 9. (24 évesen)     | 15           | 0            | DAC                  | 2019. 03. 24-én Horvátország ellen. |
| KP                               | Kovács István       | 1992. március 27. (27 évesen)   | 11           | 0            | MOL Vidi             | 2019. 03. 21-én Szlovákia ellen.    |
| KP                               | Holender Filip      | 1994. július 27. (24 évesen)    | 2            | 0            | Budapest Honvéd      | 2019. 03. 21-én Szlovákia ellen.    |
| KP                               | Kleinheisler László | 1994. április 8. (25 évesen)    | 25           | 2            | Osijek               | 2019. 06. 8-án Azerbajdzsán ellen.  |
| KP                               | Holman Dávid        | 1993. március 17. (26 évesen)   | 1            | 1            | Slovan Bratislava    | 2019. 06. 8-án Azerbajdzsán ellen.  |
| CS                               | Szalai Ádám         | 1987. december 9. (31 évesen)   | 55           | 20           | Hoffenheim           | 2019. 06. 8-án Azerbajdzsán ellen.  |
| CS                               | Varga Roland        | 1990. január 23. (29 évesen)    | 14           | 3            | Ferencváros          | 2019. 03. 24-én Horvátország ellen. |
| CS                               | Németh Krisztián    | 1989. január 5. (30 évesen)     | 36           | 4            | Sporting Kansas City | 2019. 06. 8-án Azerbajdzsán ellen.  |
| CS                               | Vida Kristopher     | 1995. június 23. (23 évesen)    | 0            | 0            | DAC 1904             | –                                   |
| Szövetségi kapitány: Marco Rossi |                     |                                 |              |              |                      |                                     |

## Örökmérleg a mérkőzés előtt
| Sorszám | Időpont     | Helyszín  | Eredmény  | Kiírás       |
| ------- | ----------- | --------- | --------- | ------------ |
| 1/351   | 1958.06.08. | Sandviken | 1–1 (1–1) | vb-csoport   |
| 2/354   | 1958.06.17. | Stockholm | 1–2 (1–0) | vb-csoport   |
| 3/378   | 1961.05.28. | Budapest  | 3–2 (2–1) | –            |
| 4/396   | 1962.11.07. | Budapest  | 3–1 (2–1) | Eb-selejtező |
| 5/398   | 1963.03.20. | Cardiff   | 1–1 (0–1) | Eb-selejtező |
| 6/489   | 1974.10.30. | Cardiff   | 0–2 (0–0) | Eb-selejtező |
| 7/494   | 1975.04.16. | Budapest  | 1–2 (0–1) | Eb-selejtező |
| 8/596   | 1985.10.16. | Cardiff   | 3–0 (1–0) | –            |
| 9/782   | 2004.03.31. | Budapest  | 1–2 (1–1) | –            |
| 10/795  | 2005.02.09. | Cardiff   | 0–2 (0–0) | –            |

| M  | Gy | D | V | G+ | G– | Gk | %  |
| -- | -- | - | - | -- | -- | -- | -- |
| 10 | 3  | 2 | 5 | 14 | 15 | –1 | 40 |

Források: , 

## Tabella a mérkőzés előtt
A mérkőzés kezdetekor már ismert volt a június 11-én délután lejátszott Azerbajdzsán–Szlovákis mérkőzés 1–5-s végeredménye, a táblázat ezt az eredményt is tartalmazza.
| Hely. | Csapat       | M | Gy | D | V | G+ | G– | Gk | P | Továbbjutás                                  |
| ----- | ------------ | - | -- | - | - | -- | -- | -- | - | -------------------------------------------- |
| 1.    | Szlovákia    | 3 | 2  | 0 | 1 | 7  | 2  | +5 | 6 | Kijut a 2020-as labdarúgó-Európa-bajnokságra |
| 2.    | Magyarország | 3 | 2  | 0 | 1 | 5  | 4  | +1 | 6 | Kijut a 2020-as labdarúgó-Európa-bajnokságra |
| 3.    | Horvátország | 3 | 2  | 0 | 1 | 5  | 4  | +1 | 6 |                                              |
| 4.    | Wales        | 2 | 1  | 0 | 1 | 2  | 2  | 0  | 3 |                                              |
| 5.    | Azerbajdzsán | 3 | 0  | 0 | 3 | 3  | 10 | −7 | 0 |                                              |

1. ↑  Egymás elleni pontok: Szlovákia 3, Magyarország 0.
2. ↑  Egymás elleni pontok: Magyarország 3, Horvátország 0.

## A mérkőzés
| 2019. június 11. 20:45 |

| Magyarország | 1–0               | Wales |
| ------------ | ----------------- | ----- |
| Pátkai 80'   | (0–0) Jegyzőkönyv |       |

| Groupama Aréna, Budapest Játékvezető: Matej Jug (szlovén) |

### Az összeállítások
| Magyarország | Wales |

### A mérkőzés statisztikái
| Magyarország | Teljes mérkőzés      | Wales  |
| ------------ | -------------------- | ------ |
| 52 (%)       | Labdabirtoklás       | 48 (%) |
| 1            | Gól                  | 0      |
| 3            | Sárga lap            | 3      |
| 0            | Piros lap            | 0      |
| 6            | Szöglet              | 3      |
| 3            | Les                  | 3      |
| 11           | Lövés                | 7      |
| 3            | Kaput eltalált lövés | 4      |
| 2            | Blokkolt lövés       | 1      |
| 512          | Passz                | 404    |
| 438          | Sikeres passz        | 353    |
| 86 (%)       | Passz hatékonyság    | 87 (%) |
| 16           | Szabálytalanságok    | 15     |

## Tabella a mérkőzés után
| Hely. | Csapat       | M | Gy | D | V | G+ | G– | Gk | P | Továbbjutás                                  |
| ----- | ------------ | - | -- | - | - | -- | -- | -- | - | -------------------------------------------- |
| 1.    | Magyarország | 4 | 3  | 0 | 1 | 6  | 4  | +2 | 9 | Kijut a 2020-as labdarúgó-Európa-bajnokságra |
| 2.    | Szlovákia    | 3 | 2  | 0 | 1 | 7  | 2  | +5 | 6 | Kijut a 2020-as labdarúgó-Európa-bajnokságra |
| 3.    | Horvátország | 3 | 2  | 0 | 1 | 5  | 4  | +1 | 6 |                                              |
| 4.    | Wales        | 3 | 1  | 0 | 2 | 2  | 3  | −1 | 3 |                                              |
| 5.    | Azerbajdzsán | 3 | 0  | 0 | 3 | 3  | 10 | −7 | 0 |                                              |